# Ischalia patagiata
Ischalia patagiata is een keversoort uit de familie Ischaliidae. De wetenschappelijke naam van de soort is voor het eerst geldig gepubliceerd in 1879 door Lewis.